# Roy Eldridge
Roy David Eldridge, va ser un trompetista i cantant de jazz dels Estats Units d'Amèrica. Va nàixer en Pittsburg, Pennsylvania, el 30 de gener de 1911, i va morir en Valley Stream, Nova York, el 26 de febrer de 1989.

## Historial
Després d'aprendre a tocar la bateria i la trompeta, s'uneix a l'orquestra d'Oliver Muldoon, amb només 16 anys. Després, amb l'àlies de Roy Elliott, forma la seva pròpia banda i treballa amb Horace Henderson, per acabar instal·lant-se a Nova York. Durant la dècada dels 30, treballa successivament amb el seu germà Joe, saxofonista, amb els McKinney's Cotton Pickers i amb Fletcher Henderson, a més d'actuar assíduament sota el seu propi nom en clubs històrics com el Savoy o el Kelly's Stables.
En els anys 40, treballa amb Artie Shaw, Gene Krupa, Benny Goodman i els concerts Jazz at The Philarmonic, al costat de Coleman Hawkins. Ja en la dècada dels 60, acompanya amb regularitat a Ella Fitzgerald, col·labora amb la big band de Count Basie i forma un quintet amb Richie Kamuca.
El seu ritme baixa durant els anys 70, en els quals freqüenta locals de club, sent convidat resident en el Jimmy Ryan's de Nova York, fins que, en 1980, una crisi cardíaca posa fi a la seva activitat regular.

## Estil
Eldridge és una de les principals figures de la trompeta en el jazz clàssic i, segons la crítica consolidada, el nexe d'unió entre Louis Armstrong i Dizzy Gillespie, és a dir, entre tradició i modernisme. Posseïdor d'un so coratjós i veloç, amb sorprenent mobilitat entre els registres greus i aguts, va ser utilitzat en moltes big bands com a element d'espectacle el que, d'alguna forma, va llastrar la seva actitud en grups posteriors. A pesar que el seu estil es basava més en la intuïció i l'exuberància que en la seva tècnica limitada, va influir de forma decisiva en trompetistes més joves, com Gillespie o Miles Davis.

## Discografia
- The Big Band of Little Jazz (Topaz, 1935-1945)amb Dickie Wells, Benny Goodman, Benny Carter, Teddy Wilson, Gene Krupa, John Kirby.
- After You’veu Gone (Decca Records/GRP, 1936-1946) amb Ike Quebec, Cecil Payne, Billy Taylor, Sahib Shihab, Wilbur De Paris.
- Heckler’s Hop (Hep, 1936-1939) amb Gene Krupa, Benny Goodman, Helen Ward.
- Roy Eldridge 1943-1944 (Classics); 1945-1947 (Classics).
- Nuts (Disques Vogue, 1950) amb Zoot Sims, Dick Hyman, Pierre Michelot.
- French Cooking (Vogue, 1950-51) amb Raymond Fol, Barney Spieler.
- Roy and Diz (Verve, 1954) amb Dizzy Gillespie, Herb Ellis, Ray Brown, Louie Bellson.
- The Nifty Cat (New World) amb Budd Johnson, Benny Morton, Nat Pierce.
- Oscar Peterson & Roy Eldridge
- Roy Eldridge in Paris (Vogue, 1950/51)
- The Complete Verve Roy Eldridge Studio Sessions by Roy Eldridge (Verve-Kompilation).
- Roy Eldridge and Oscar Peterson (OJC, 1974) Duo-Aufnahmen.
- Litle Jazz and the Jimmy Ryan All-Stars (Pablo, 1975) amb Dick Katz i Major Holley.
- Happy Time (Pablo, 1975) amb Joe Pass, Oscar Peterson, Ray Brown, Eddie Locke.
- R.E./Dizzy Gillespie amb the Oscar Peterson Quartet: Jazz Maturity - Where It’s Coming From (Pablo, 1975).
- The Trumpet Kings at the Montreux Jazz Festival 1975 (Pablo) amb Dizzy Gillespie i Clark Terry.
- The Tatum Goup Masterpieces amb Art Tatum, John Simmons (Bass) i Alvin Stoller (Drums) 1955, Pablo 1975
- What is All About (OJC, 176) amb Milt Jackson, Budd Johnson.
- Montreux 1977 (Pablo(OJC, 1977) amb Oscar Peterson, Niels Henning, Oersted Pederson, Bobby Durham.
- Roy Eldridge & Vic Dickenson (Storyville Records), 1978, amb Tommy Flanagan.